# Parque nacional Arusha
El Parque Nacional Arusha es una reserva natural ubicada al norte de Tanzania.
Fue instaurado en 1960, albergando una rica variedad de flora y fauna en sus terrenos. Es el territorio del monte Meru que tiene 4.558 m de elevación y del cráter Ngurdoto, un volcán extinto.

## Fauna
Entre la fauna del Parque se encuentran jirafas, elefantes, leopardos y flamencos.

## Entorno

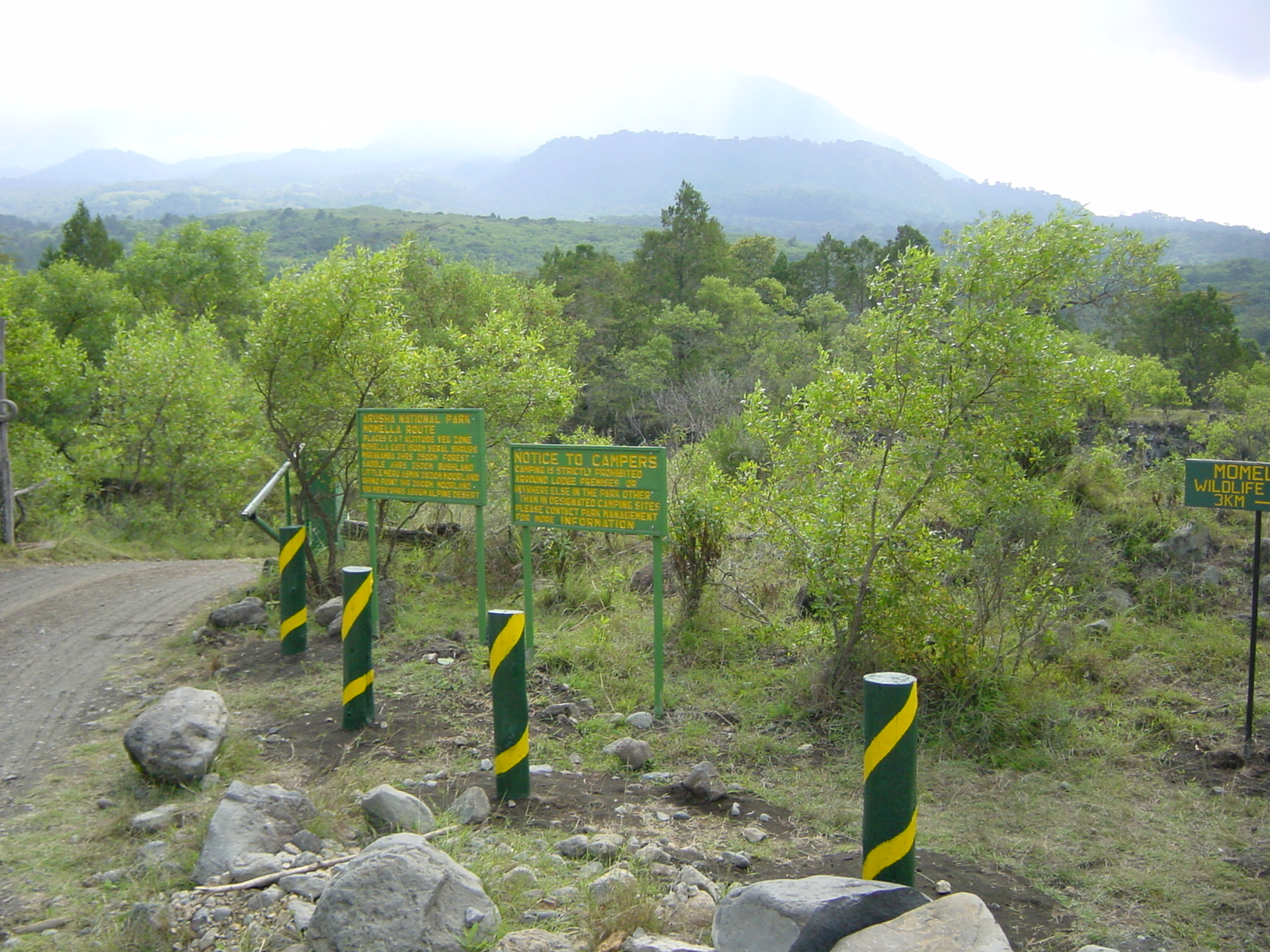
Parque Nacional de Arusha (Tanzania)

Cerca de allí se encuentran el Kilimanjaro, la garganta de Olduvai y el cráter del Ngorongoro, cuyos alrededores son abundantes en vida silvestre.